# Prefektura apostolska Shiqian
Prefektura apostolska Shiqian (łac. Praefectura Apostolica Shihtsienensis, chiń. 天主教石阡监牧区) – rzymskokatolicka prefektura apostolska ze stolicą w Shiqianie, w prefekturze miejskiej Tongren, w prowincji Kuejczou, w Chińskiej Republice Ludowej.

## Historia
23 marca 1932 z mocy decyzji Piusa XI wyrażonej w brewe Vicariatus apostolici erygowano misję sui iuris Shiqian. Dotychczas wierni z tych terenów należeli do wikariatu apostolskiego Guiyang (obecnie archidiecezja Guiyang). 2 grudnia 1937 została ona podniesiona do rangi prefektury apostolskiej.
Z 1950 pochodzą ostatnie pełne, oficjalne kościelne statystyki. Prefektura apostolska Shiqian liczyła wtedy:
- 5 697 wiernych (0,2% społeczeństwa)
- 22 kapłanów (3 diecezjalnych i 19 zakonnych)
- 20 parafii.

Od zwycięstwa komunistów w chińskiej wojnie domowej w 1949 prefektura apostolska, podobnie jak cały prześladowany Kościół katolicki w Chinach, nie może normalnie działać. Prefekt apostolski o. Matthias Buchholz MSC został wydalony z komunistycznych Chin w 1952.
W 1997 prefektem apostolskim Shiqianu mianowany został dotychczasowy podziemny arcybiskup Guiyang Augustine Hu Daguo. Nie był on uznawany przez rząd w Pekinie, który uniemożliwiał mu sprawowanie posługi biskupiej zarówno w archidiecezji Guiyang jak i w prefekturze apostolskiej Shiqian. Abp Hu Daguo był uznawany za legalnego ordynariusza przez Stolicę Apostolską.
W 1999 Patriotyczne Stowarzyszenie Katolików Chińskich scaliło wszystkie jednostki kościelne w prowincji Kuejczou w jedną diecezję o nazwie Kuejczou ze stolicą w Guiyang. Zostało to dokonane bez mandatu Stolicy Świętej, więc z kościelnego punktu widzenia działania te były nielegalne. W skład diecezji Kuejczou weszły:
- archidiecezja Guiyang
- diecezja Nanlong
- prefektura apostolska Shiqian[2].

Patriotyczne Stowarzyszenie Katolików Chińskich nigdy nie mianowało swojego ordynariusza w Shiqianie.

## Ordynariusze

### Superior
- o. Luigi Baumeister MSC[a] (1932 – 1937)

### Prefekci apostolscy
- o. Matthias Buchholz MSC[a] (1937 – 1983) de facto wydalony z komunistycznych Chin w 1952, nie miał po tym czasie realnej władzy w prefekturze
- sede vacante (być może urząd prefekta sprawowali duchowni Kościoła podziemnego) (1983 - 1997)
- abp Augustine Hu Daguo (1997 – 2011)
- sede vacante (być może urząd prefekta sprawuje duchowny Kościoła podziemnego) (2011 – nadal)